# František Dobiáš (fotbalista)
František Dobiáš (4. května 1951 - ) byl český meziválečný fotbalista, útočník.

## Fotbalová kariéra
V lize hrál za SK Slavia Praha. Se Slavií získal v roce 1925 mistrovský titul, s I.ČsŠK Bratislava se v roce 1922 stal mistrem Slovenska v soutěži ČSF.

## Ligová bilance
| Ročník    | Zápasy | Góly | Klub            |
| --------- | ------ | ---- | --------------- |
| 1925      | 3      | 1    | SK Slavia Praha |
| 1925/1926 | 12     | 3    | SK Slavia Praha |
| CELKEM    | 15     | 4    |                 |